# Liste der österreichischen Verteidigungsminister
Die Liste der Verteidigungsminister Österreichs umfasst die offiziell unterschiedliche Funktionsbezeichnungen tragenden Verteidigungsminister des Staates Deutschösterreich 1918/19, der Republik Österreich 1920–1934, des diktatorisch regierten Bundesstaates Österreich 1934–1938 und der Republik Österreich seit 1945.
Bis 1918 siehe k.u.k. Kriegsminister (für Österreich-Ungarn) und k.k. Minister für Landesverteidigung (für die Österreichischen Länder).

## Erste Republik
| Nr. | Ressortchef                 | Amtsantritt        | Partei                  | Ressortbezeichnung                       |
| --- | --------------------------- | ------------------ | ----------------------- | ---------------------------------------- |
| 1   | Josef Mayer                 | 30. Oktober 1918   | Deutschnationale Partei | Staatsamt für Heereswesen                |
| 2   | Julius Deutsch              | 15. März 1919      | SDAP                    | Staatsamt für Heereswesen                |
| 3   | Walter Breisky              | 22. Oktober 1920   | Beamter                 | Staatsamt für Heereswesen                |
| 4   | Egon Glanz                  | 22. November 1920  | Beamter                 | Bundesministerium für Heereswesen        |
| 5   | Walter Breisky              | 7. April 1921      | Beamter                 | Bundesministerium für Heereswesen        |
| 6   | Carl Vaugoin                | 28. April 1921     | CS                      | Bundesministerium für Heereswesen        |
| 7   | Josef Wächter               | 7. Oktober 1921    | Offizier                | Bundesministerium für Heereswesen        |
| 8   | Carl Vaugoin *              | 31. Mai 1922       | CS                      | Bundesministerium für Heereswesen        |
| 9   | Engelbert Dollfuß *         | 21. September 1933 | CS                      | Bundesministerium für Heereswesen        |
| 10  | Alois Schönburg-Hartenstein | 12. März 1934      | Offizier                | Bundesministerium für Heereswesen        |
| 11  | Engelbert Dollfuß *         | 10. Juli 1934      | VF                      | Bundesministerium für Heereswesen        |
| 12  | Ernst Rüdiger Starhemberg   | 26. Juli 1934      | Heimwehr                | Bundesministerium für Heereswesen        |
| 13  | Kurt Schuschnigg *          | 29. Juli 1934      | VF                      | Bundesministerium für Heereswesen        |
| 13  | Kurt Schuschnigg *          | 29. Juli 1934      | VF                      | Bundesministerium für Landesverteidigung |
| 14  | Arthur Seyß-Inquart *       | 11. März 1938      | NSDAP                   |                                          |

## Zweite Republik
Das besetzte Nachkriegsösterreich besaß bis Sommer 1955, als der Staatsvertrag mit den vier Besatzungsmächten in Kraft trat, keine offiziell für Verteidigung zuständige Dienststelle.
Die B-Gendarmerie, Vorläufer des Heeres der Zweiten Republik, wurde im Bundesministerium für Inneres aufgebaut, wo Staatssekretär Ferdinand Graf (ÖVP), 1956 erster Verteidigungsminister nach 1945, dafür verantwortlich war. Am 15. Juli 1955 gingen diese Agenden an das Amt für Landesverteidigung, die Sektion VI des Bundeskanzleramtes, über. Politisch blieb Graf dafür verantwortlich, unterstand formal aber weiterhin dem Innenminister. Ein Jahr später wurde das Verteidigungsministerium errichtet.
| Nr. | Bundesminister                  | Amtsantritt       | Partei | Dienststelle                                                            |
| --- | ------------------------------- | ----------------- | ------ | ----------------------------------------------------------------------- |
| 1   | Ferdinand Graf                  | 15. Juli 1956     | ÖVP    | Bundesministerium für Landesverteidigung                                |
| 2   | Karl Schleinzer                 | 11. April 1961    | ÖVP    | Bundesministerium für Landesverteidigung                                |
| 3   | Georg Prader                    | 2. April 1964     | ÖVP    | Bundesministerium für Landesverteidigung                                |
| 4   | Brigadier Johann Freihsler      | 21. April 1970    | Unabh. | Bundesministerium für Landesverteidigung                                |
|     | Bruno Kreisky                   | 4. Februar 1971   | SPÖ    | Bundesministerium für Landesverteidigung                                |
| 5   | Brigadier Karl Lütgendorf       | 8. Februar 1971   | Unabh. | Bundesministerium für Landesverteidigung                                |
|     | Bruno Kreisky                   | 31. Mai 1977      | SPÖ    | Bundesministerium für Landesverteidigung                                |
| 6   | Otto Rösch                      | 8. Juni 1977      | SPÖ    | Bundesministerium für Landesverteidigung                                |
| 7   | Friedhelm Frischenschlager      | 21. Mai 1983      | FPÖ    | Bundesministerium für Landesverteidigung                                |
| 8   | Helmut Krünes                   | 12. Mai 1986      | FPÖ    | Bundesministerium für Landesverteidigung                                |
| 9   | Robert Lichal                   | 21. Jänner 1987   | ÖVP    | Bundesministerium für Landesverteidigung                                |
|     | Alois Mock 1                    | 6. November 1990  | ÖVP    | Bundesministerium für Landesverteidigung                                |
| 10  | Werner Fasslabend               | 17. Dezember 1990 | ÖVP    | Bundesministerium für Landesverteidigung                                |
| 11  | Herbert Scheibner               | 4. Februar 2000   | FPÖ    | Bundesministerium für Landesverteidigung                                |
| 12  | Günther Platter                 | 28. Februar 2003  | ÖVP    | Bundesministerium für Landesverteidigung                                |
| 13  | Norbert Darabos                 | 11. Jänner 2007   | SPÖ    | Bundesministerium für Landesverteidigung                                |
| 13  | Norbert Darabos                 | 11. Jänner 2007   | SPÖ    | Bundesministerium für Landesverteidigung und Sport (ab 1. Februar 2009) |
| 14  | Gerald Klug                     | 11. März 2013     | SPÖ    |                                                                         |
| 15  | Hans Peter Doskozil             | 26. Jänner 2016   | SPÖ    |                                                                         |
| 16  | Stabswachtmeister Mario Kunasek | 18. Dezember 2017 | FPÖ    |                                                                         |
| 16  | Stabswachtmeister Mario Kunasek | 18. Dezember 2017 | FPÖ    | Bundesministerium für Landesverteidigung (ab 8. Jänner 2018)            |
| 17  | Generalleutnant Johann Luif     | 22. Mai 2019      | Unabh. |                                                                         |
| 18  | Generalmajor Thomas Starlinger  | 3. Juni 2019      | Unabh. |                                                                         |
| 19  | Klaudia Tanner                  | 7. Jänner 2020    | ÖVP    |                                                                         |

1 Als Außenminister mit der Fortführung der Geschäfte betraut
Verteidigungsminister Robert Lichal musste als sogenannter Weißer Jahrgang keinen Wehrdienst leisten, Verteidigungsminister Werner Fasslabend aufgrund von Untauglichkeit. Verteidigungsminister Norbert Darabos absolvierte den Zivildienst als Wehrersatzdienst. Für Verteidigungsministerin Klaudia Tanner besteht keine Wehrpflicht aufgrund ihres weiblichen Geschlechts.